# 화요드라마
| 월요일        | 화요일        | 수요일        | 목요일        | 금요일        | 토요일        | 일요일        | 월요일~금요일 | 토요일~일요일 | 일요아침 |
| 월요일~화요일 | 월요일~화요일 | 수요일~목요일 | 수요일~목요일 | 금요일~토요일 | 금요일~토요일 | 토요일~일요일 | 월요일~금요일 | 토요일~일요일 | 일요아침 |

화요드라마는 화요일에 방송되는 텔레비전 드라마이다.

## 일본
- TBS 화요드라마
- 닛폰 TV 화요드라마
- 화요드라마 골드
- 화요드라마 리그
- 화요드라마 8

## 대한민국
- TBC 화요드라마
- KBS 1TV 화요 드라마
- KBS 2TV 화요 드라마
- MBC 화요 드라마
- MBC EVERY1 화요드라마
- JTBC 화요드라마
- O'live 화요드라마

- tvN 화요드라마

## 같이 보기
- 월화드라마
- 월요드라마